# Ниошо (окръг, Канзас)
Окръг Ниошо (на английски: Neosho County) е окръг в щата Канзас, Съединени американски щати. Площта му е 1497 km², а населението към 2020 г. е 15 904 души.  Административен център е град Ери.

## История
В продължение на много хилядолетия Големите равнини на Северна Америка са били обитавани от номадски индианци. От 16-ти до 18-ти век Кралство Франция претендира за собственост върху големи части от Северна Америка. През 1762 г., след френско-индийската война, Франция тайно отстъпва Нова Франция на Испания, съгласно Договора от Фонтенбло.
През 1802 г. Испания връща по-голямата част от земята на Франция, но запазва правото на собственост върху около 7500 квадратни мили. През 1803 г. по-голямата част от земята за съвременен Канзас е придобита от Съединените щати от Франция като част от покупката на Луизиана от 828 000 квадратни мили за 2,83 цента на акър.
През 1854 г. е организирана територия на Канзас, след което през 1861 г. Канзас става 34-ият американски щат. През 1861 г. е създаден окръг Ниошо.
Първата железопътна линия е построена през окръг Неошо през 1870 г.

## География
Според Бюрото за преброяване на населението на САЩ, окръгът има обща площ от 578 квадратни мили (1 500 km 2), от които 571 квадратни мили (1 480 km 2) са земя и 6,3 квадратни мили (16 km 2) (1,1%) са вода.

## Съседни окръзи
- Окръг Алън (север)
- Окръг Бърбън (североизток)
- Окръг Крофорд (изток)
- Окръг Лабет (юг)
- Окръг Монтгомъри (югозапад)
- Окръг Уилсън (запад)
- Окръг Удсън (северозапад)